# Mongolie aux Jeux olympiques
La participation de la Mongolie aux Jeux olympiques a été permise par la création du Comité national olympique mongol en 1956 et la reconnaissance de celui-ci par le Comité international olympique en 1962. Depuis, la Mongolie a été présente à douze Jeux d'été et à treize Jeux d'hiver, y gagnant au total deux médailles d'or, sept médailles d'argent et dix médailles de bronze.